# Physoptila
Physoptila é um gênero de traça pertencente à família Agonoxenidae.